# Смирнова, Юлия Александровна
Юлия Александровна Смирнова (род. 21 декабря 1973 года) — российский художник-монументалист, академик Российской академии художеств (2021).

## Биография
Родилась 21 декабря 1973 года.
В 2000 году — окончила Московский государственный академический художественный институт имени В. И. Сурикова, монументальная мастерская под руководством профессора Е. Н. Максимова, в 2006 году — окончила творческую мастерскую монументальной живописи Российской академии художеств под руководством академика РАХ Е. Н. Максимова.
С 2000 года — член Московского Союза художников.
С 2006 по 2011 годы — работала художником в студии художников МВД имени Верещагина.
В 2017 году — избрана членом-корреспондентом Российской академии художеств от Отделения живописи.
С 2019 года — доцент кафедры живописи и композиции МГАХИ имени В. И. Сурикова, с 2020 года — заместитель декана, затем - декан факультета живописи МГАХИ имени В. И. Сурикова.
Проводит мастер-классы для детей, взрослых и студентов, преподавала в Академии изящных искусств Сергея Андрияки, в университете имени Строганова, в Институте театра, кино и телевидения.
Занимается изучением и сохранением технологий старых мастеров в различных областях живописи, участвует в благотворительных проектах вместе со своими студентами.

## Творческая деятельность
Основные произведения: «Пушкин — Пугачев» (двойной портрет), Портрет художника Верещагина в собственной мастерской в Москве с семьей, Художник Максимов, Нормандия номер 1, Нормандия номер 2, «Жили себе были дед и баба», портрет Лизы, «Маша и Медведи», «Китайский дворец», «Бурано», «Лето будет» и т. д.
Основные монументальные произведения: работала над росписями Свято-Введенской Оптиной Пустыни, над росписью главного свода главного купола Храма Христа Спасителя в Москве, над росписями Зала Церковных Соборов Храма Христа Спасителя в Москве (руководитель Максимов Е. Н.), росписями плафона нового зрительного зала Большого театра в Москве (руководители Церетели З. К. и Максимов Е. Н.), Залов приемов РАХ на Пречистенке, росписями Патриаршего Свято-Николаевского Собора в Нью-Йорке (руководитель Максимов Е. Н.), росписями Домовой церкви Патриарха Алексия в Переделкино, Кафедрального Собора Саввы Сербского на Врачаре и многих других монументальных проектах.
Произведения находятся к собраниях музеев России и в частных коллекциях России и за рубежом.